# Acanthocarpus (rak)
Acanthocarpus je rod rakov v družini Calappidae. Vsebuje sledeče vrste:
- Acanthocarpus alexandri  Stimpson, 1871
- Acanthocarpus bispinosus  A. Milne-Edwards, 1880
- Acanthocarpus brevispinis  Monod, 1946
- Acanthocarpus delsolari  Garth, 1973
- Acanthocarpus meridionalis  Mané-Garzon, 1980